# Takeley Street
Takeley Street är en by i Essex i England. Byn är belägen 22 km 
från Chelmsford. Orten har 512 invånare (2018).